# زکی‌آباد (چهارباغ)
زکی‌آباد، روستایی از توابع بخش رامجین شهرستان چهارباغ در استان البرز ایران است.

## جمعیت
این روستا در دهستان اغلان‌تپه قرار دارد و براساس سرشماری مرکز آمار ایران در سال ۱۳۸۵، جمعیت آن ۱٬۰۵۱ نفر (۲۸۶خانوار) بوده‌است.